# Krødsherad
Krødsherad este o comună din provincia Buskerud, Norvegia.